# Alberto Pellegrino
Alberto Pellegrino (ur. 20 maja 1930 w Tunisie, zm. 9 marca 1996 w Mediolanie) – włoski szpadzista i florecista, wielokrotny medalista igrzysk olimpijskich i mistrzostw świata.
Na igrzyskach olimpijskich w Melbourne w 1956 roku razem z Edoardo Mangiarottim, Carlo Pavesim, Franco Bertinettim i Giorgio Anglesio zdobył złoty medal w szpadzie drużynowej. Kolejne dwa medale wywalczył na igrzyskach olimpijskich w Rzymie w 1960 roku. W turnieju szpady drużynowej Włosi w składzie: Edoardo Mangiarotti, Giuseppe Delfino, Carlo Pavesi, Alberto Pellegrino, Fiorenzo Marini i Gianluigi Saccaro zdobył złoty medal, a wspólnie z Edoardo Mangiarottim, Luigim Carpanedą, Mario Curletto i Aldo Aureggim był drugi we florecie drużynowym. W zawodach indywidualnych w szpadzie dotarł do półfinałów, a we florecie odpadł w ćwierćfinałach. Brał też udział w igrzyskach olimpijskich w Tokio w 1964 roku, gdzie wraz z Giuseppe Delfino, Gianluigim Saccaro, Gianfranco Paoluccim i Giovannim Battistą Bredą zdobył srebrny medal drużynowo. W zawodach indywidualnych zajął tym razem siedemnaste miejsce.
Podczas mistrzostw świata w Rzymie w 1955 roku Giorgio Anglesio, Franco Bertinetti, Giuseppe Delfino, Edoardo Mangiarotti, Carlo Pavesi i Alberto Pellegrino zdobyli złoty medal w szpadzie drużynowej. W tej samej konkurencji zdobywał też złote medale na mistrzostwach świata w Paryżu (1957) i mistrzostwach świata w Filadelfii (1958). Ponadto zdobył brązowe medale we florecie drużynowym podczas MŚ 1957 i MŚ 1958.